# Rien à déclarer
Pour les articles homonymes, voir Rien à déclarer (homonymie).
Ne doit pas être confondu avec Vous n'avez rien à déclarer ?.
Pour plus de détails, voir Fiche technique et Distribution.
Rien à déclarer est un  film franco-belge réalisé par Dany Boon, sorti en 2010.

## Synopsis
Francophobe de père en fils et douanier belge trop zélé, Ruben Vandevoorde (Benoît Poelvoorde) apprend avec désespoir la signature de l'Acte unique en 1986. La libre circulation des marchandises et des personnes à travers les frontières entre les pays européens met fin aux formalités de la douane fixe remplacée par la douane volante.
Sept ans plus tard, en 1993, le traité de Maastricht entraîne la fermeture des bureaux de contrôle juxtaposés. Les collègues de Ruben et leurs homologues français apprennent la disparition prochaine de leur petit poste de douane fixe situé entre les communes fictives de Courquain en France et Koorkin en Belgique. Malgré sa francophobie, Ruben Vandervoorde est contraint d'inaugurer la première brigade mobile mixte franco-belge.
Son partenaire français est Mathias Ducatel (Dany Boon), pourtant ennemi de toujours, qui surprend tout le monde en se portant volontaire pour devenir le coéquipier de Vandevoorde et sillonner avec lui les routes de campagne frontalières à bord d'une « 4L d'interception des douanes internationales ». Mathias espère ainsi amadouer son voisin de douane avant de lui révéler qu'il est amoureux de sa sœur Louise (Julie Bernard) qu'il fréquente clandestinement depuis un an.
Tout le monde doit s'adapter à la libre circulation, y compris le trafiquant de drogue M. Duval (Laurent Gamelon). Ce dernier essaie plusieurs fois de faire passer sa marchandise de l'autre côté de la frontière, mais ses cargaisons sont interceptées par les douaniers qui se mettent sur sa piste. Désespéré, le trafiquant se tourne sur le couple de restaurateurs Jacques (François Damiens et Irène Karin Viard) Janus, situé au milieu de la frontière dont la libre circulation fait baisser le chiffre d'affaires.

## Fiche technique
Sauf indication contraire, les informations mentionnées dans cette section peuvent être confirmées par la base de données cinématographiques IMDb,  présente dans la section « Liens externes ».
- Titre original : Rien à déclarer
- Réalisation : Dany Boon

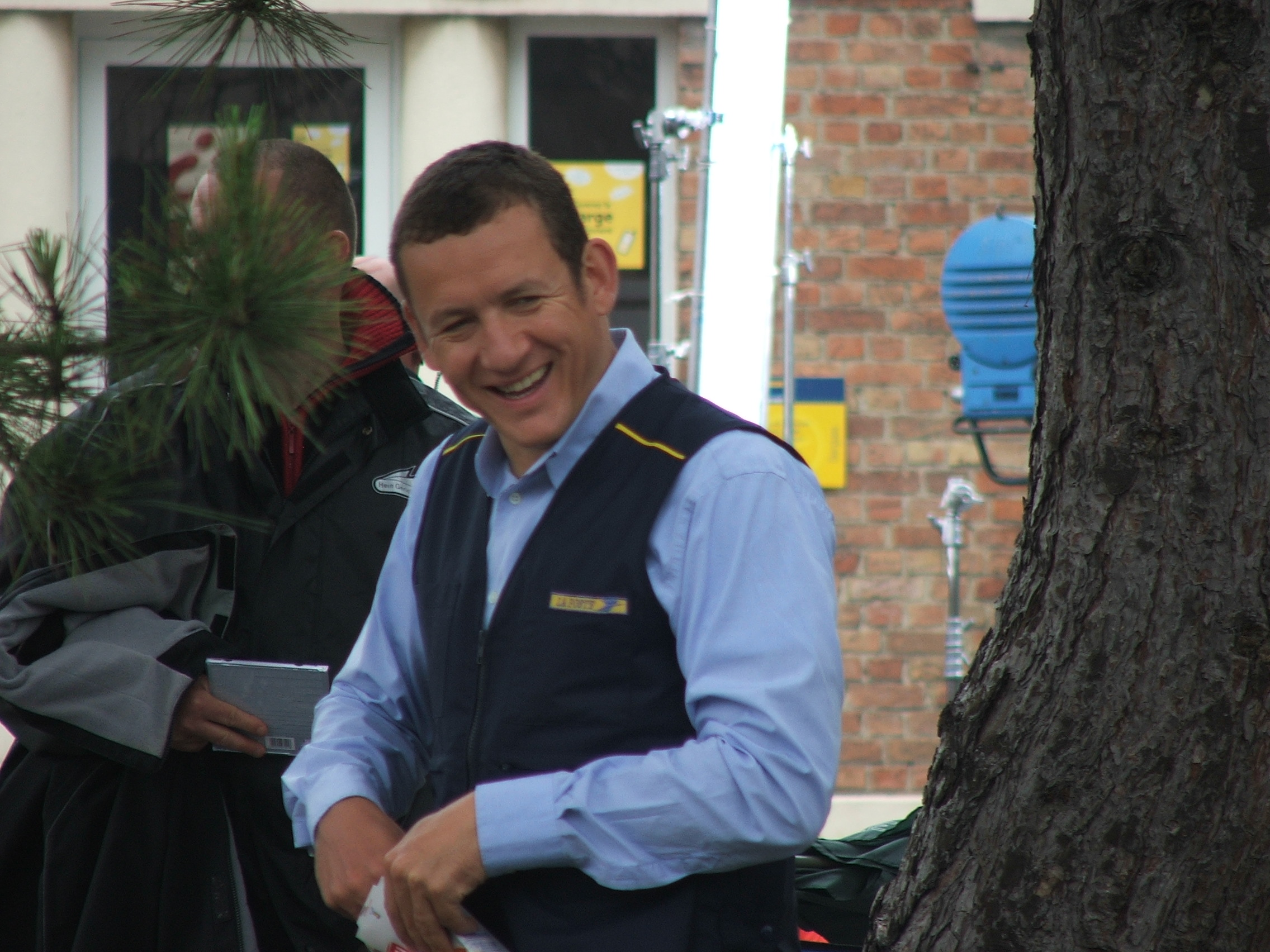
Dany Boon, réalisateur et scénariste du film.

- Scénario et dialogues : Dany Boon, en collaboration avec Yaël Boon
- Musique : Philippe Rombi
- Décors : Alain Veissier
- Costumes : Jean-Daniel Vuillermoz
- Photographie : Pierre Aïm
- Son : Lucien Balibar, Franck Desmoulins, Roman Dymny, Damien Lazzerini, Thomas Gauder
- Montage : Luc Barnier et Géraldine Rétif
- Production : Jérôme Seydoux
  - Production déléguée : Eric Hubert et Genevieve Lemal
- Sociétés de production[1] :
  - France : Les Productions du Ch'Timi, Pathé Films et TF1 Films Production, avec la participation de Canal+, CinéCinéma et le CNC
  - Belgique : Scope Pictures, avec la participation de la Région wallonne et de Scope Invest Tax shelter
- Sociétés de distribution[2] : Pathé Distribution (France) ; Alternative Films (Belgique) ; Les Films Séville (Québec) ; Pathé Films AG (Suisse romande)
- Budget : 24 434 009 €[3]
- Pays de production :  France,  Belgique
- Langues originales : français, anglais
- Format[4] : couleur - 35 mm / D-Cinema - 2,35:1 (Cinémascope) - son Dolby Digital
- Genre : comédie
- Durée : 108 minutes
- Dates de sortie[5] :

  - Belgique : 26 janvier 2011[6]
  - France, Suisse romande : 2 février 2011[7]
  - Québec : 26 août 2011[8]
- Classification[9] :
  - France : tous publics (conseillé à partir de 10 ans)[10],[11]
  - Belgique : tous publics[6]
  - Suisse romande : interdit aux moins de 7 ans[12]
  - Québec : tous publics (Général)[8]

## Distribution

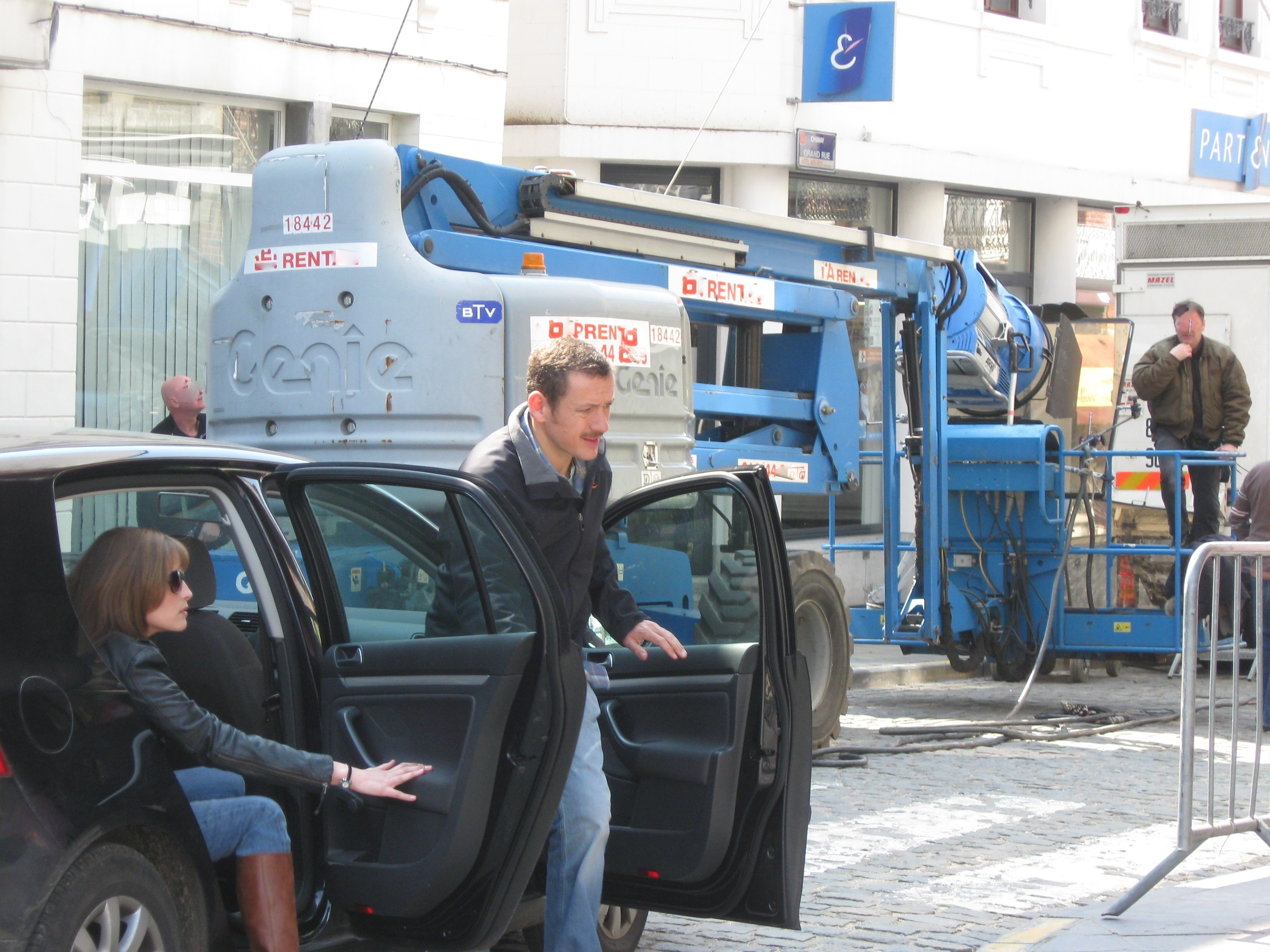
Dany Boon et Julie Bernard sur les lieux du tournage du film.

- Benoît Poelvoorde : Ruben Vandevoorde, douanier belge francophobe
- Dany Boon : Mathias Ducatel, douanier français
- Karin Viard : Irène Janus
- François Damiens : Jacques Janus, époux d'Irène, restaurateur
- Julie Bernard : Louise Vandevoorde, sœur de Ruben
- Bouli Lanners : Bruno Vanuxem
- Laurent Gamelon : M. Duval, trafiquant de drogue
- Olivier Gourmet : le prêtre de Chimay
- Philippe Magnan : Mercier, chef des douaniers français
- Bruno Lochet : Tiburce, passeur de drogue
- Laurent Capelluto : La Balle
- Guy Lecluyse : Grégory Brioul
- Zinedine Soualem : Lucas, douanier français
- Christel Pedrinelli : Olivia Vandevoorde, épouse de Ruben
- Éric Godon : Willems, chef des douaniers belges
- Joachim Ledeganck : Léopold Vandevoorde, fils de Ruben et Olivia
- Jean-Paul Dermont : Léon Vandevoorde, père de Ruben et de Louise
- Nadège Beausson-Diagne : Nadia Bakari, douanière française
- David Coudyser : le conducteur de campagne
- Jérôme Commandeur : le conducteur français
- Bruno Moynot : l'agent immobilier
- Jean-Luc Couchard : le frère Vanuxem
- Alexandre Carrière : le serveur
- Jean-Claude Lagniez : le pilote de la Ferrari dépassée par la 4L tunée[13]
- Patrick Vo : le chauffagiste français
- Sylviane Alliet : la cliente du "No Man's Land"

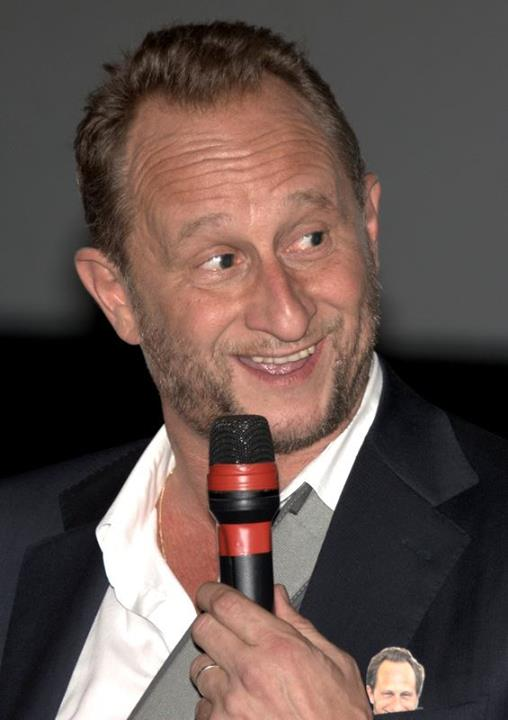
Benoît Poelvoorde
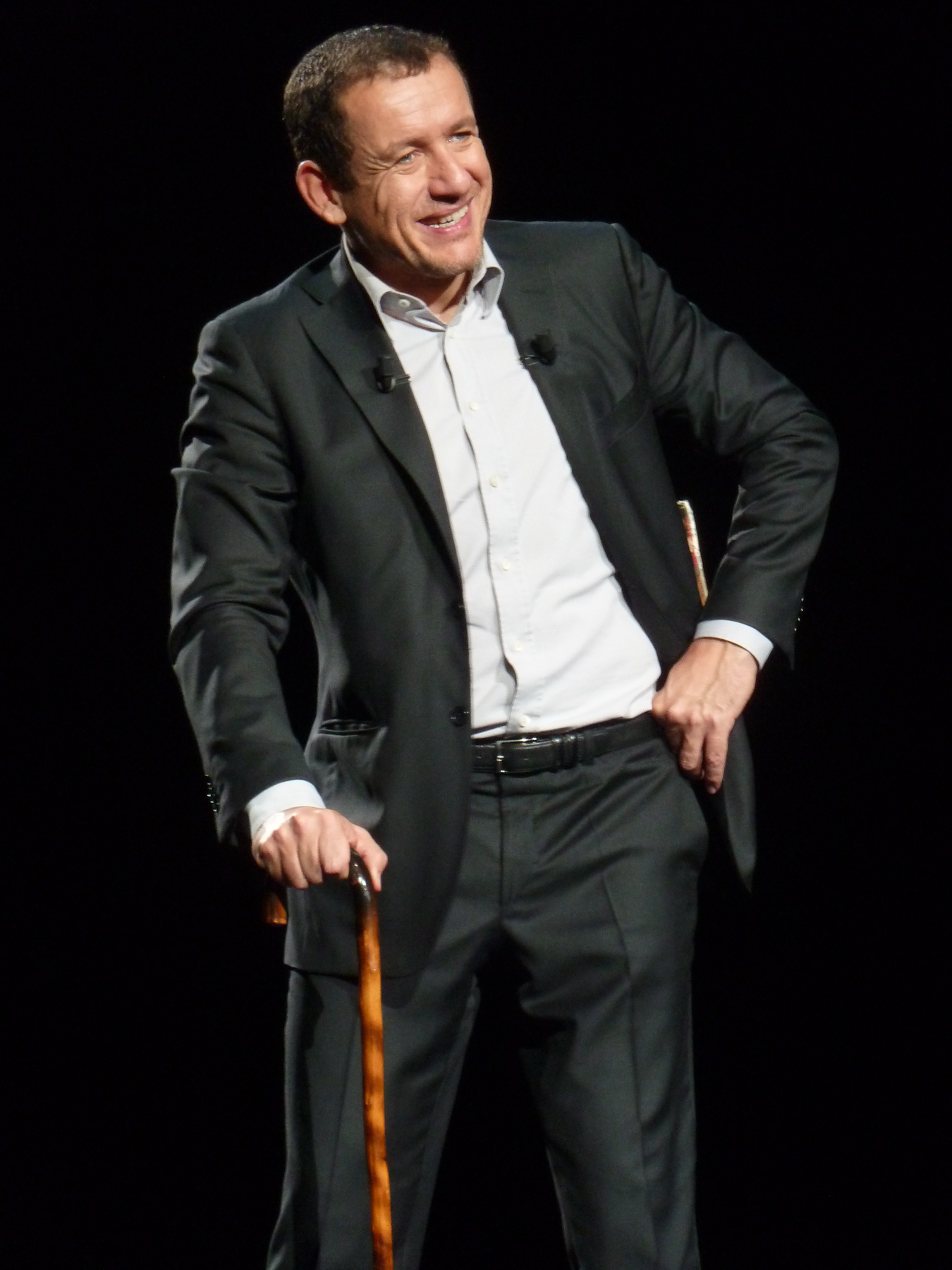
Dany Boon
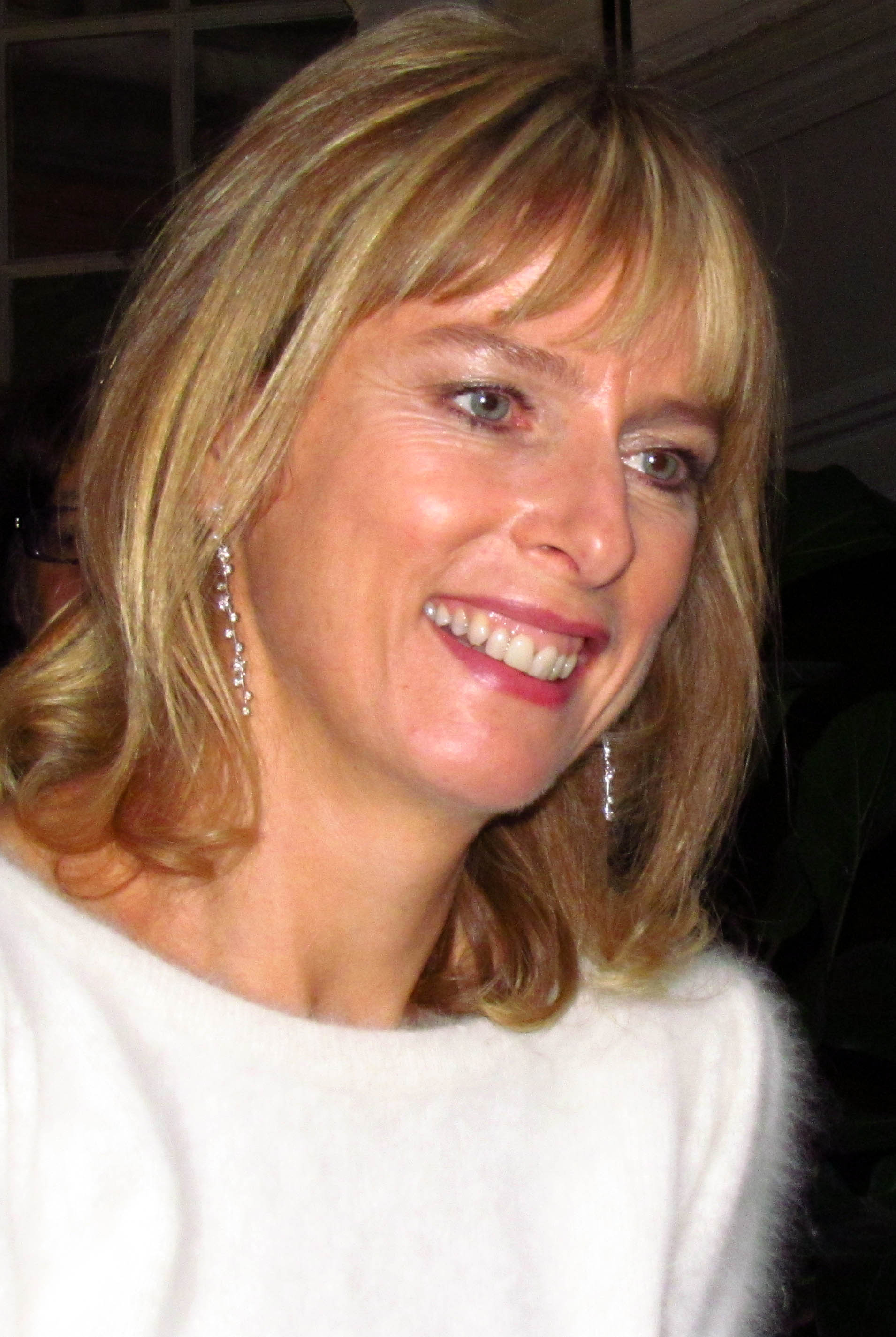
Karin Viard
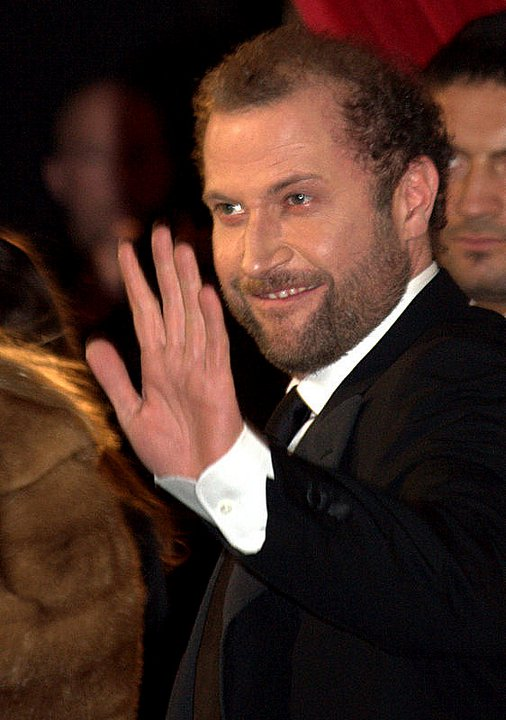
François Damiens
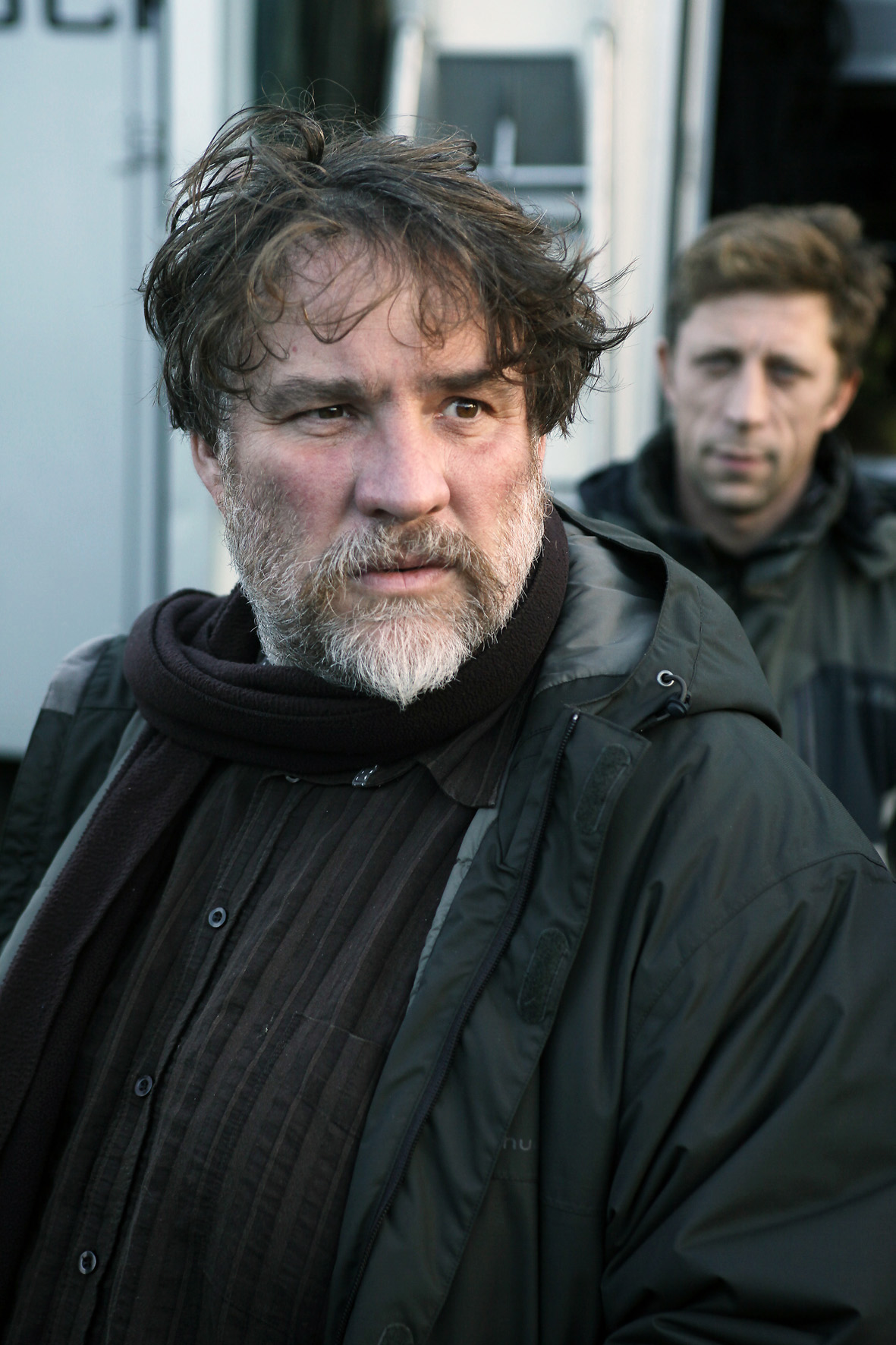
Bouli Lanners
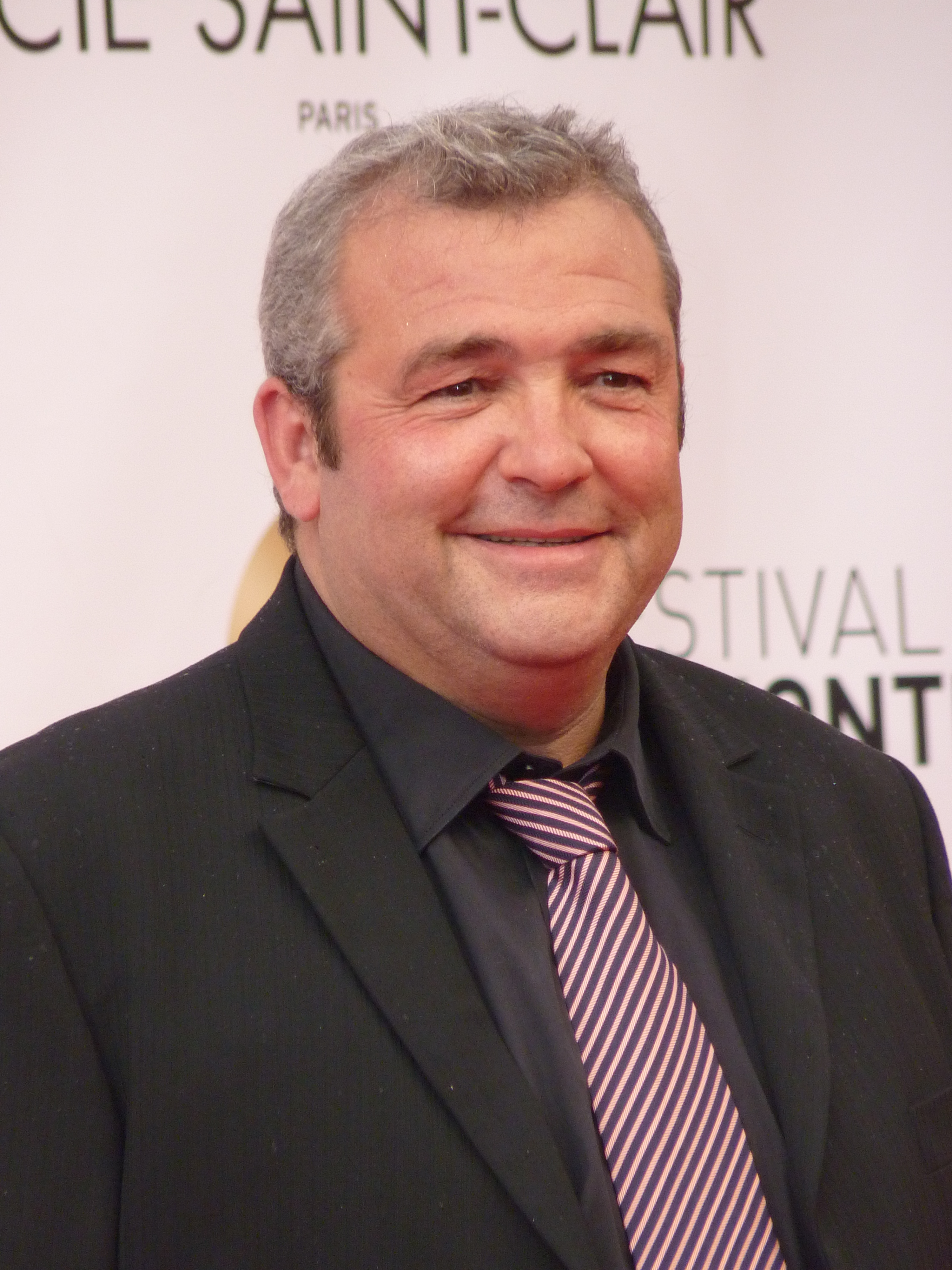
Laurent Gamelon
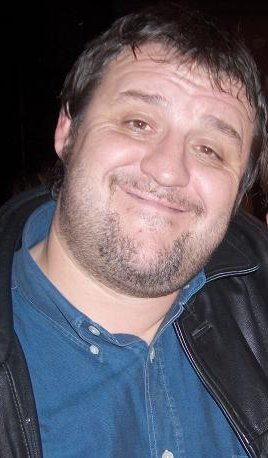
Guy Lecluyse
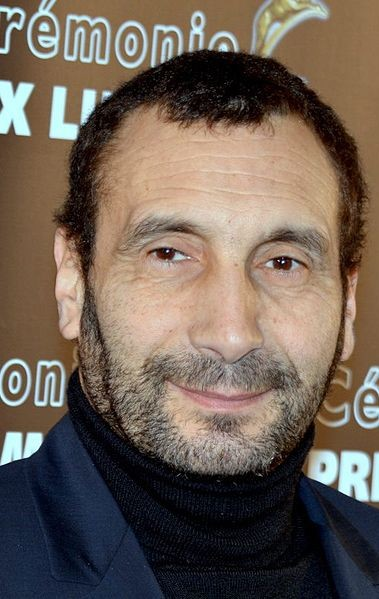
Zinedine Soualem
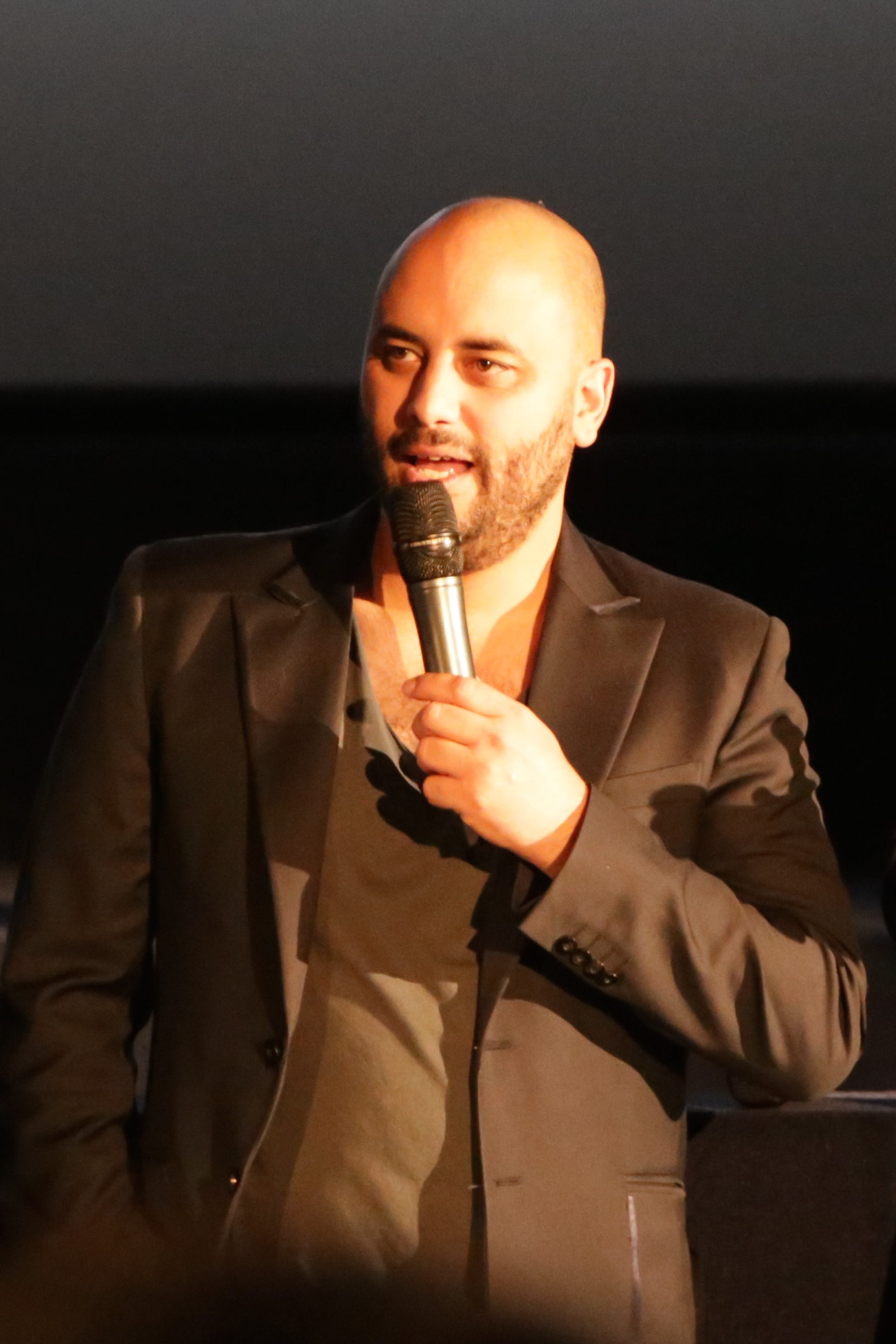
Jérôme Commandeur
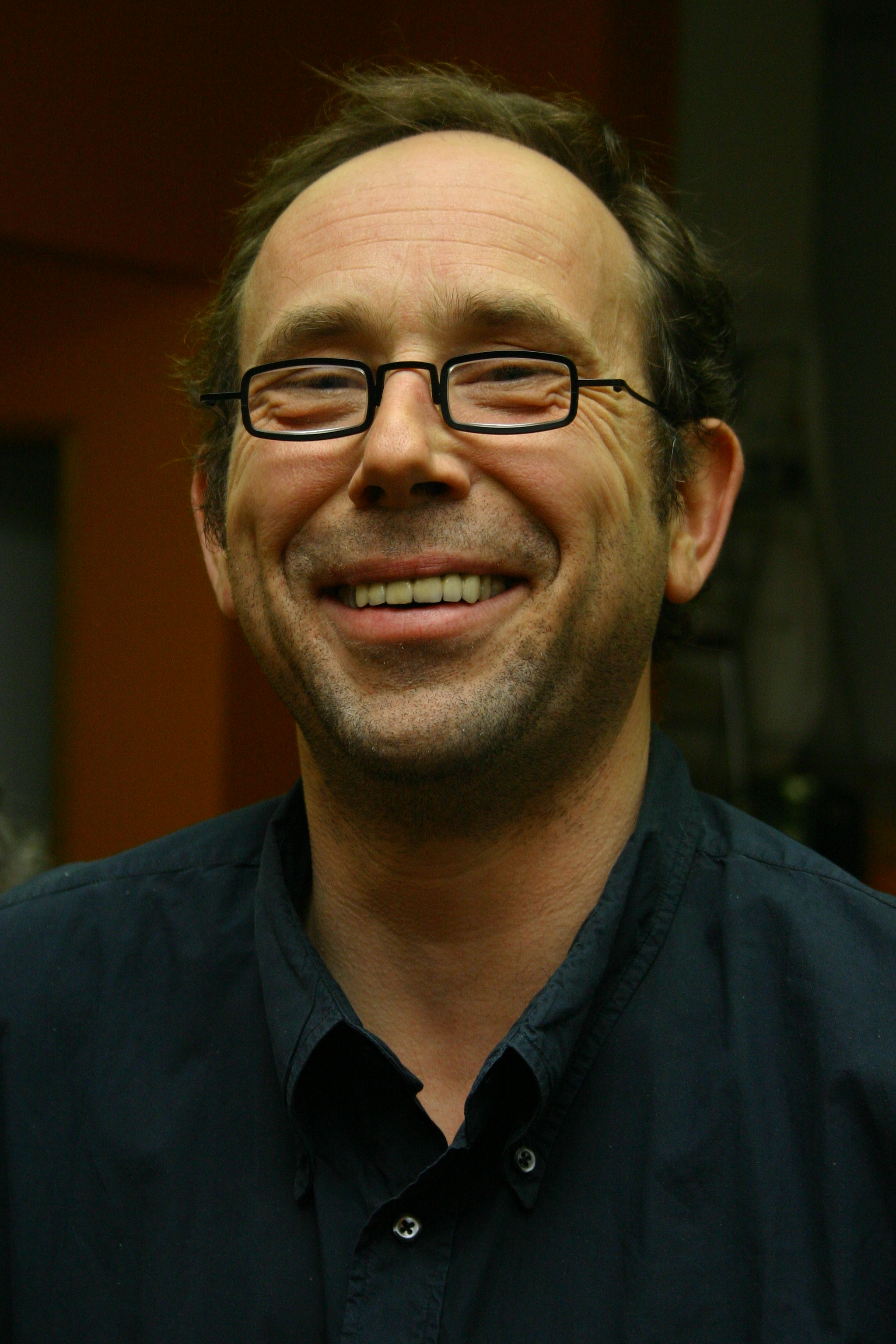
Olivier Gourmet

## Production

### Développement
Le tournage a eu lieu au poste frontière franco-belge de Macquenoise et de Hirson, rebaptisé Courquain ou Koorkin, dans l'entité de Momignies et dans les villes de Onhaye, Dinant, Chimay et Bruxelles (Ixelles) ainsi que dans les villages de Corroy-le-Grand dans le Brabant Wallon, de Seloignes (Momignies) , Pont-à-Celles et  Forges (Chimay). Quelques scènes ont été tournées dans le bâtiment de l'herbarium du Jardin botanique national de Belgique à Meise, notamment dans la cage d'escalier. Le film est la troisième collaboration entre Dany Boon et Zinedine Soualem, après La Maison du bonheur et Bienvenue chez les Ch'tis et avec Philippe Rombi, qui a signé la musique de tous ses films. Kad Merad a longtemps été pressenti pour faire une apparition dans le film, ce qui sera sans suite[réf. nécessaire].
Les premiers repérages pour le film ont eu lieu au poste frontalier français de Baisieux, entre Tournai et Villeneuve-d'Ascq, le 4 décembre 2008. Dany Boon « voulait sentir les rapports entre les gens, la manière dont on s'adresse à son chef, ce qu'on affichait sur les murs, les relations franco-belges, etc. » explique l'agent des douanes Catherine Boilly. C'est au centre culturel de Chimay, le 22 janvier 2010, que s'est déroulée la première journée de casting du film. 2 000 personnes étaient présentes pour tenter d'avoir une place de figurant, rémunérée 30 euros par jour. Les figurants devaient venir avec des vêtements des années 1980 et 1990.
Pour la première fois dans le cinéma, le film a bénéficié d'une conférence de presse quelques jours avant le début du tournage, due à la grosse attente du public. Il bénéficie également d'un budget de 22 millions d'euros, soit deux fois plus que pour Bienvenue chez les Ch'tis. Dans le film, Dany Boon s'appelle « Mathias Ducatel », "Ducatel" étant en réalité le nom de famille de sa mère.
Rien à déclarer marque la première apparition cinématographique de l'actrice belge Julie Bernard.

### Tuning automobile

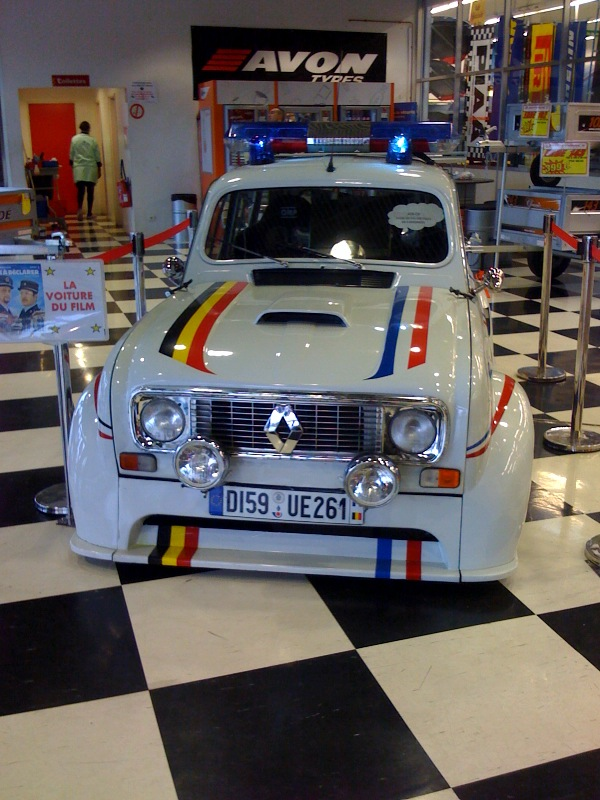
La Renault 4L utilisée pour le film.

C'est Jean-Claude Lagniez, pilote de course et patron de Ciné Cascade (qui conduit la Ferrari dépassée par la 4L tunée dans le film) qui s'est chargé du tuning automobile pour le film. Il a fait acheter une 4L en très bon état et vieillir avec de la fausse rouille. Une seconde 4L avait été prévue pour pouvoir assurer le remplacement des pièces détachées, notamment les roues. Pour les besoins du film, deux modèles de 4L tunées ont été fabriqués. Pour cela, Jean-Claude Lagniez et son équipe ont utilisé les roues, les moteurs et les trains roulants de deux Citroën BX GTI 16 soupapes (1905cm3, 160 ch) ; pour la partie supérieure de la voiture, des pièces de 4L ont été transformées, et les ailes avant et arrière ont été fabriquées sur des bases de Volkswagen Coccinelle. Les portes arrières ont été soudées, un aileron installé à l'avant, des sièges baquets, un volant sport et des arceaux à l'intérieur. Il a fallu rajouter d'autres arceaux et renforcer le châssis pour améliorer la tenue de route de la voiture. La 4L tunée du film a finalement été vendue aux enchères en juin 2011 à Franck Duquesne, un patron de discothèque de Lille, pour 25 000 euros, qui ont été reversés à la Fondation de France. « J'ai voulu faire plaisir à Dany d'abord avec une haute enchère mais aussi en faisant en sorte que la voiture du film reste dans le Nord. (…) Je vais prêter le véhicule aux municipalités et aux associations pour des expositions » a expliqué le nouveau propriétaire. Cette dernière n'a fait qu'un bref instant, dans les mains de son heureux propriétaire et a malheureusement été victime d'un accident de la route sur le camion qui la transportait. Elle a été intégralement détruite dans l'accident.

### Tournage
Le film a été tourné en partie en France :
- dans le département de l'Aisne, à Hirson,
- dans le département du Finistère, à Plougonvelin,

et en partie en Belgique :
- dans la Province de Hainaut, 
  - à Macquenoise pour le site de la douane,
  - à Chimay pour les scènes à l'extérieur de la maison de Louise Vandevoorde,
  - à Seloignes pour les scènes du garage Vanuxem,
  - à Pont-à-Celles pour la scène du contrôle de nuit,
- en Région de Bruxelles-Capitale, à Bruxelles,
- en Brabant-Wallon,
  - à Chaumont-Gistoux pour les scènes des chemins de campagne, lorsque Mathias abandonne Ruben ou lorsque la 4L crève ses pneus sur la herse (Chemin du Serrui, Rue Culot, Rue Tout-Vent et Rue de Vieusart),
  - à Tubize, près du Canal de Bruxelles-Charleroi, pour les scènes de l'entrepôt des trafiquants de drogue.
- en Province de Namur, 
  - à Onhaye pour une scène sur l'autoroute.

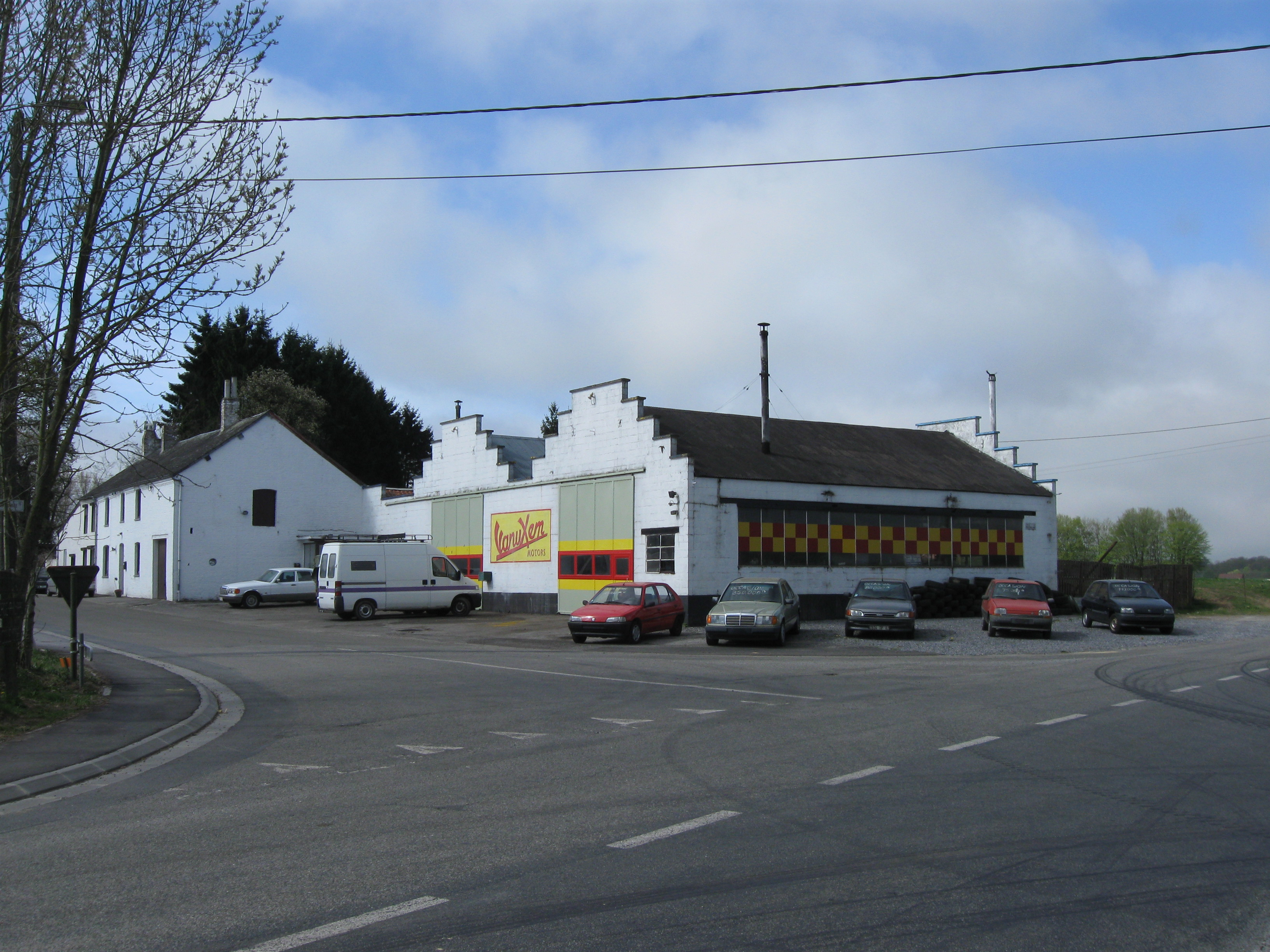
Le garage Vanuxem est situé au 10, Grand rue à Seloignes.
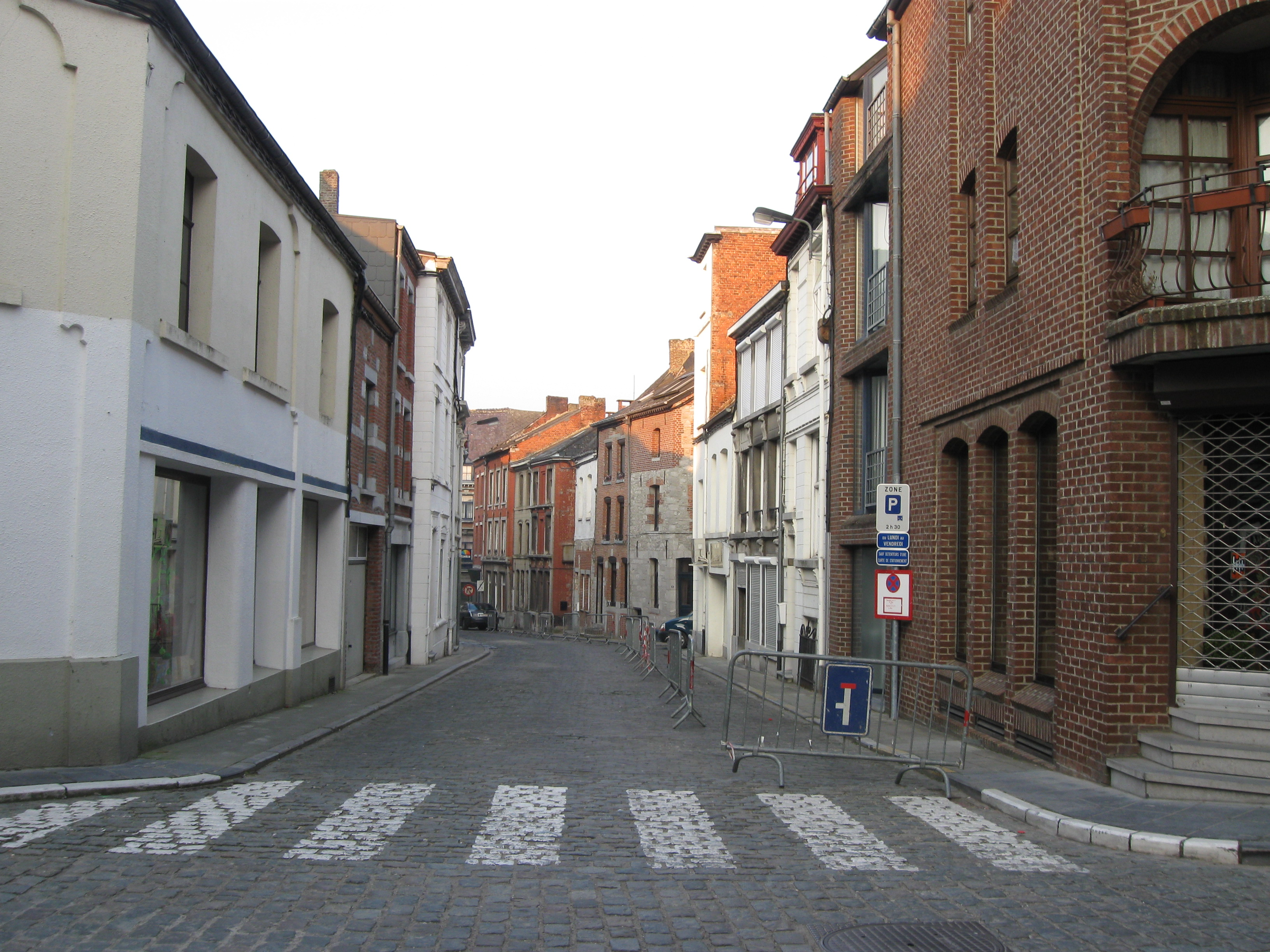
La rue d'Angleterre à Chimay : le n° 16 est la maison de Louise Vandevoorde (Julie Bernard).
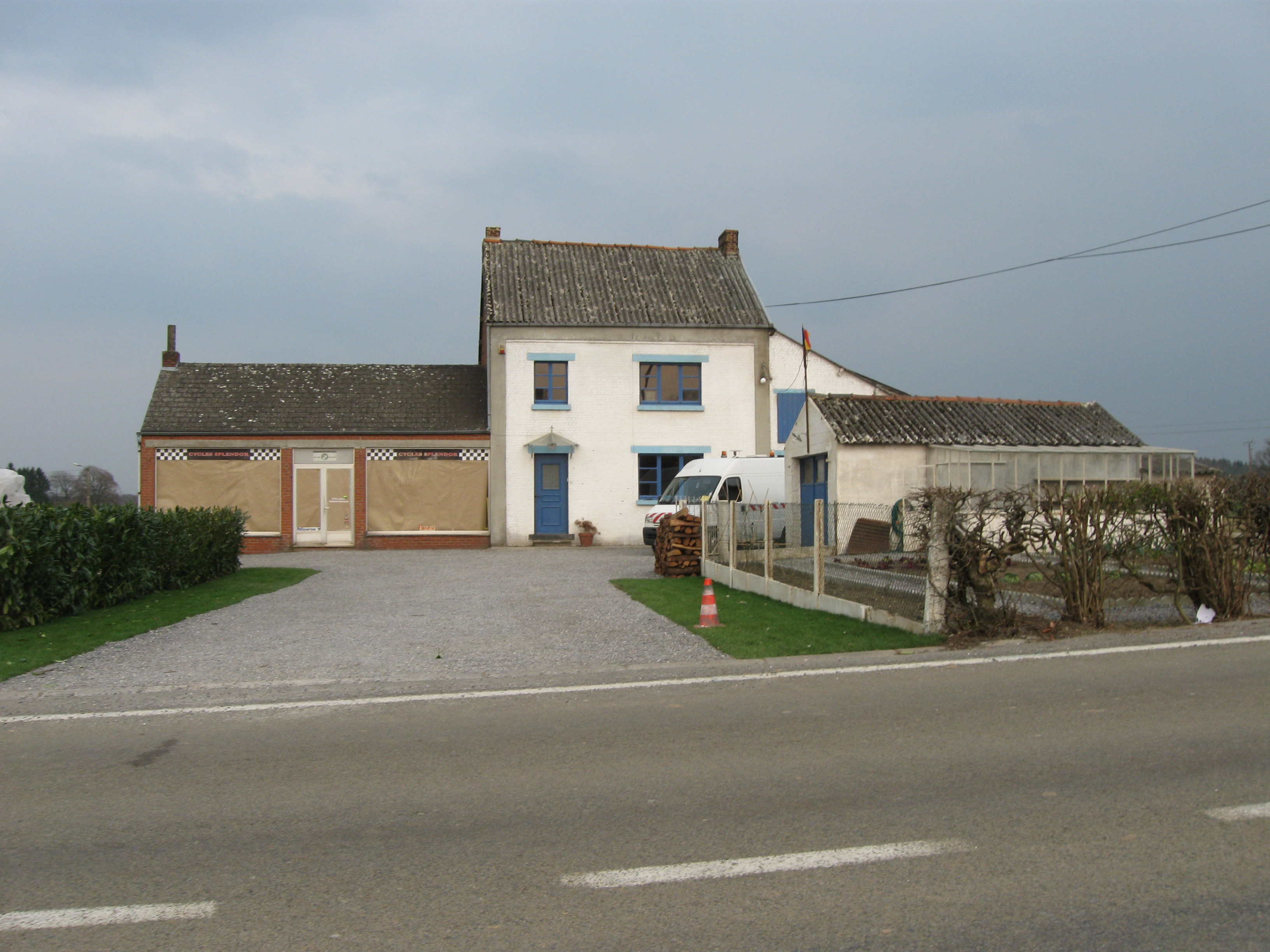
La maison de Léon Vandevoorde (Jean-Paul Dermont) est située route de Macquenoise Seloignes.

## Accueil

### Accueil critique
Plusieurs quotidiens nationaux français jugent le film très sévèrement ; pour Le Figaro, « le film est vide, paresseux, fatigué ? Peu importe, il suffit de le sortir dans 800 salles : le temps que le public s'aperçoive de la chose, on est déjà lundi et le week-end a fracassé des records ». Pour le journal Le Monde : « Rien à déclarer, donc, si ce n'est que quelque chose s'est visiblement perdu au passage. Appelons cela la grâce comique ». Et Gérard Lefort écrit dans Libération : « Le plus navrant naufrage concerne Benoît Poelvoorde qui n'a vraiment rien à déclarer, sinon une capacité autodestructrice à s'abîmer en grimaces sordides. Triste. »
En revanche, le critique de Paris Match juge le film « drôlissime », celui de Télé 7 jours juge la comédie « pleine d'humour, d'émotion et de savoureux numéros d'acteurs ». La critique la plus élogieuse venant de TV Grandes Chaînes : « Avec Rien à déclarer, Dany Boon réussit à transformer l'essai de Bienvenue chez les Ch'tis [...] Excellente comédie, ce film est drôle, bien joué, bon enfant, et délivre en fin de compte un subtil message de tolérance. »

### Box-office
D'après Pathé, le film enregistre 48 155 entrées dans le Nord-Pas-de-Calais le jour de sa sortie, soit le plus gros démarrage dans la région depuis Bienvenue chez les Ch'tis . Au bout d'une semaine d'exploitation, il a enregistré 310 000 entrées dans le Nord-Pas-de-Calais et 211 000 en Belgique. Le jour de sa sortie nationale en France, le film est vu par plus de 300 000 spectateurs. La semaine du 23 au 29 mars, après huit semaines d'exploitation, le film dépasse la barre des 8 millions d'entrées, se positionnant ainsi en-tête du classement français 2011 avant d'être dépassé par Intouchables le 25 novembre.

## Distinctions
Entre 2011 et 2012, Rien à déclarer a été sélectionné 7 fois dans diverses catégories et a remporté 3 récompenses.

### Récompenses
- Trophées du Film français 2011 : Trophée UniFrance Films pour Dany Boon[30].
- Grands Prix de la vidéo et de la VOD 2012 :
  - Prix de la meilleure vente film français pour Dany Boon,
  - Prix du meilleur film français en VOD pour Dany Boon.

### Nominations
- Festival de l'Audiovision Valentin Haüy 2011 : Meilleur long métrage pour Dany Boon.
- Trophées du Film français 2011 : Trophée du public TF1 pour Dany Boon.

### Sélections
- Festival du Film COLCOA 2011 :
  - Compétition Cinéma pour Dany Boon,
  - Film de clôture pour Dany Boon.

## Analyse

### Erreurs et incohérences
Il existe quelques anachronismes dans le film :
- Léopold affirme que le roi Léopold 1er a prêté serment le 26 juin 1841 (son père le corrige en rectifiant l'année à 1831). Si l'année est exacte, la date est en revanche fausse car le roi des Belges a en réalité accédé au trône le 21 juillet.
- Le logo Renault sur la voiture transformée ressemble étrangement au logo Renault actuel qui ne devait pas encore exister en 1993.
- On peut entendre I Believe I Can Fly, interprété par R. Kelly, qui date de 1996 alors que le film se passe en 1993.
- La plaque d'immatriculation « 176 MJX 75 » de la BMW est trop récente pour 1993.
- Le restaurant De volle Gas où se rendent Mathias et Louise (et où Mathias fait sa demande en mariage) est un lieu connu à Ixelles, commune dans le sud-est de Bruxelles.

### Musée du tournage

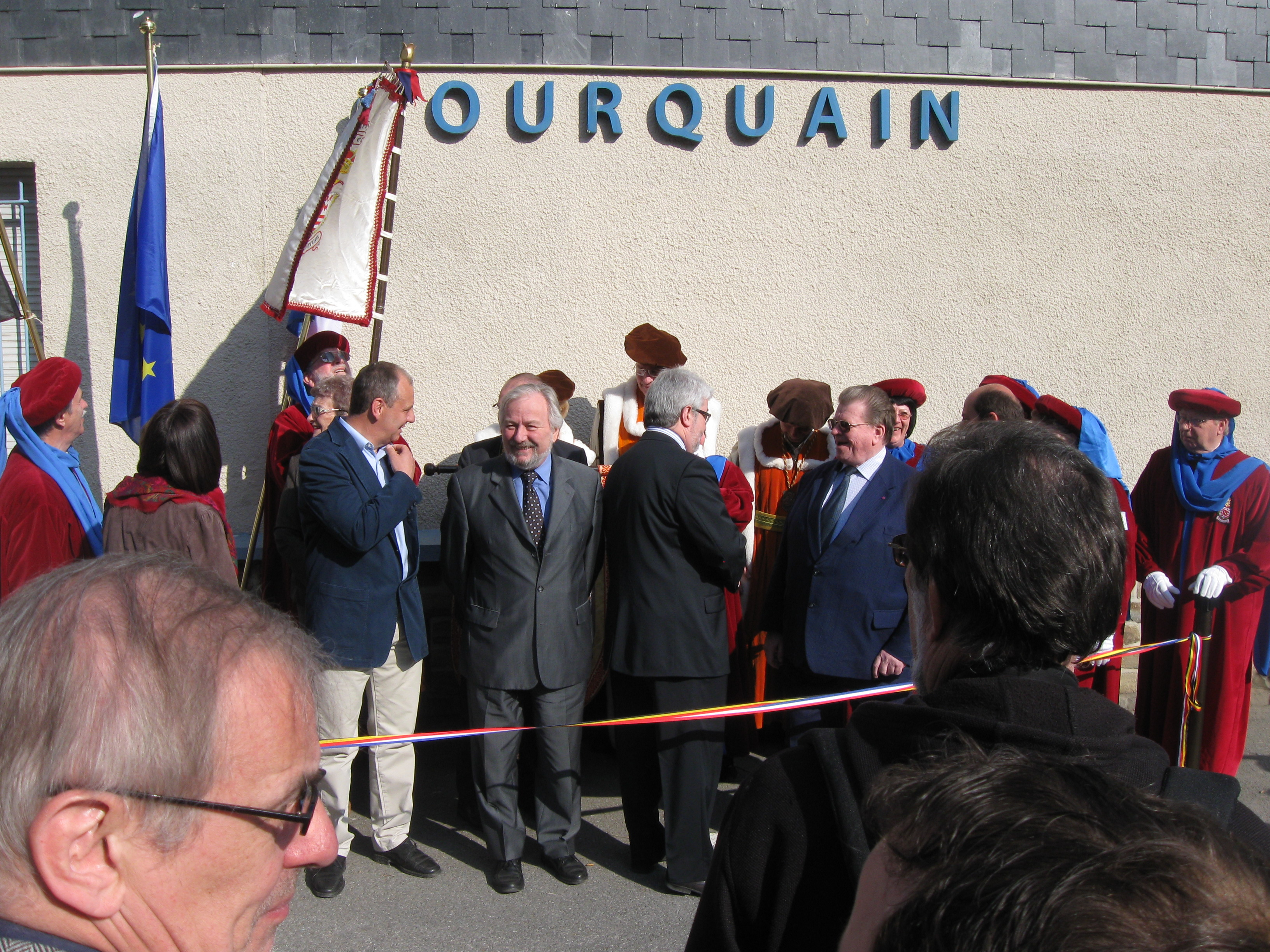
Inauguration de la douane de Courquain le 16 avril 2011